# Mycena inclinata
Mycena inclinata là một loài nấm trong họ Mycenaceae. Loài nấm này có mũ nấm màu nâu đỏ hình chuông lên đường kính đến 4,5 cm. Thân mỏng cao đến 9 cm (3,5 in), phần đầu mũ nấm màu trắng hoặc màu vàng-nâu nhưng dần ngã sang màu nâu đỏ ở gốc khi trưởng thành. Loài nấm này mọc ở châu Âu, Bắc Phi, Châu Á, Úc và Bắc Mỹ, nơi nó phát triển thành các nhóm nhỏ trên gốc các cây đổ, đặc biệt là gỗ sồi. Hai thứ của loài này đã được nhà nấm học người Anh E.J.H. Corner mô tả. Các loài nấm bề ngoài tương tự M. inclinata có thể bị nhầm lẫn gồm M. galericulata và M. maculata.

## Phân loại
Được mô tả lần đầu dưới tên Agaricus inclinatus bởi nhà nấm học người Thụy Điển Elias Magnus Fries năm 1838,, M. inclinata được chuyển thành tên như hiện nay vào năm 1872 bởi Lucien Quélet. Mycena galericulata var. calopus (được đặt tên bởi Karsten năm 1879), và Agaricus galericulatus var. calopus (được đặt tên bởi Fries vào năm 1873), là các tên đồng nghĩa.

## Hình ảnh

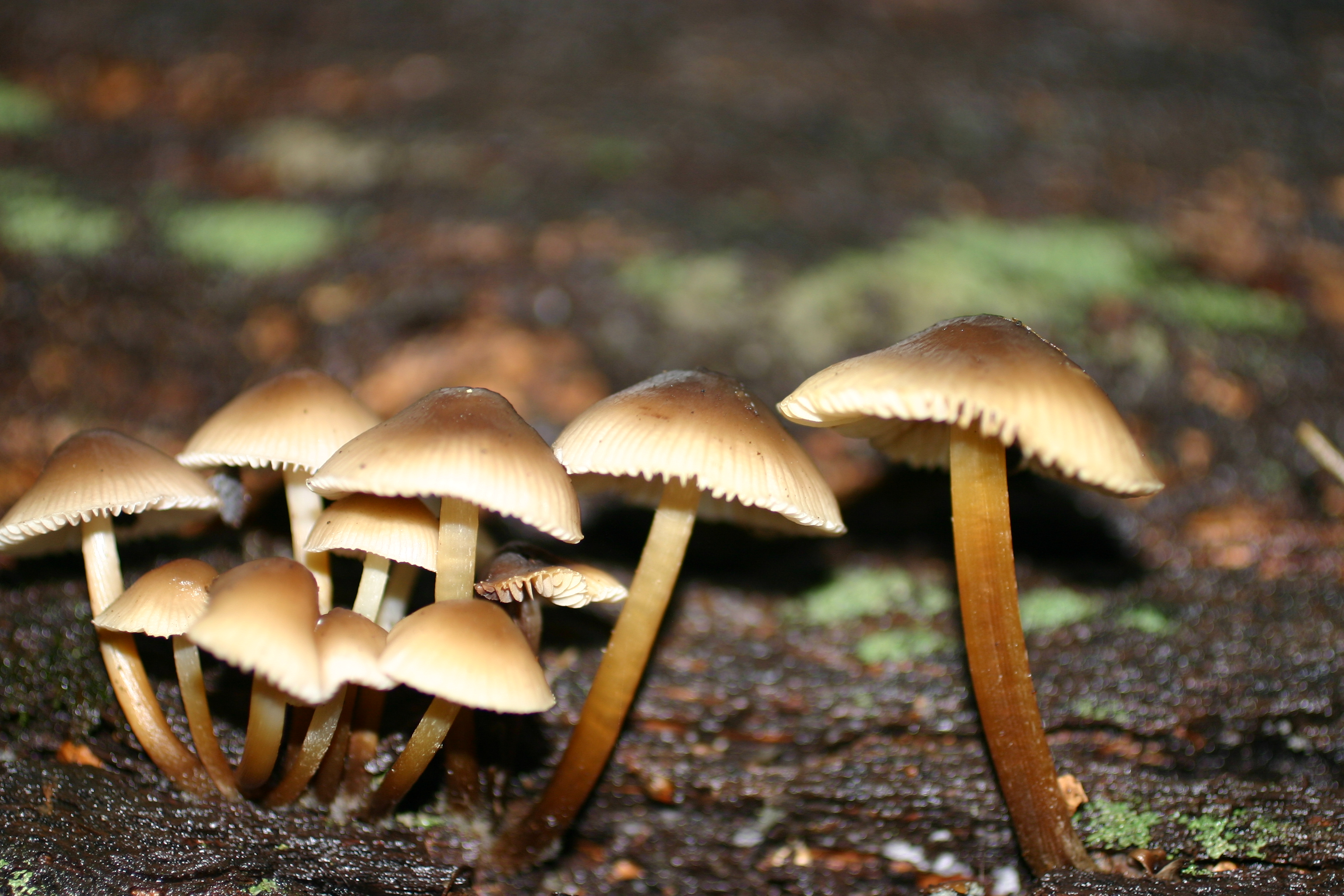
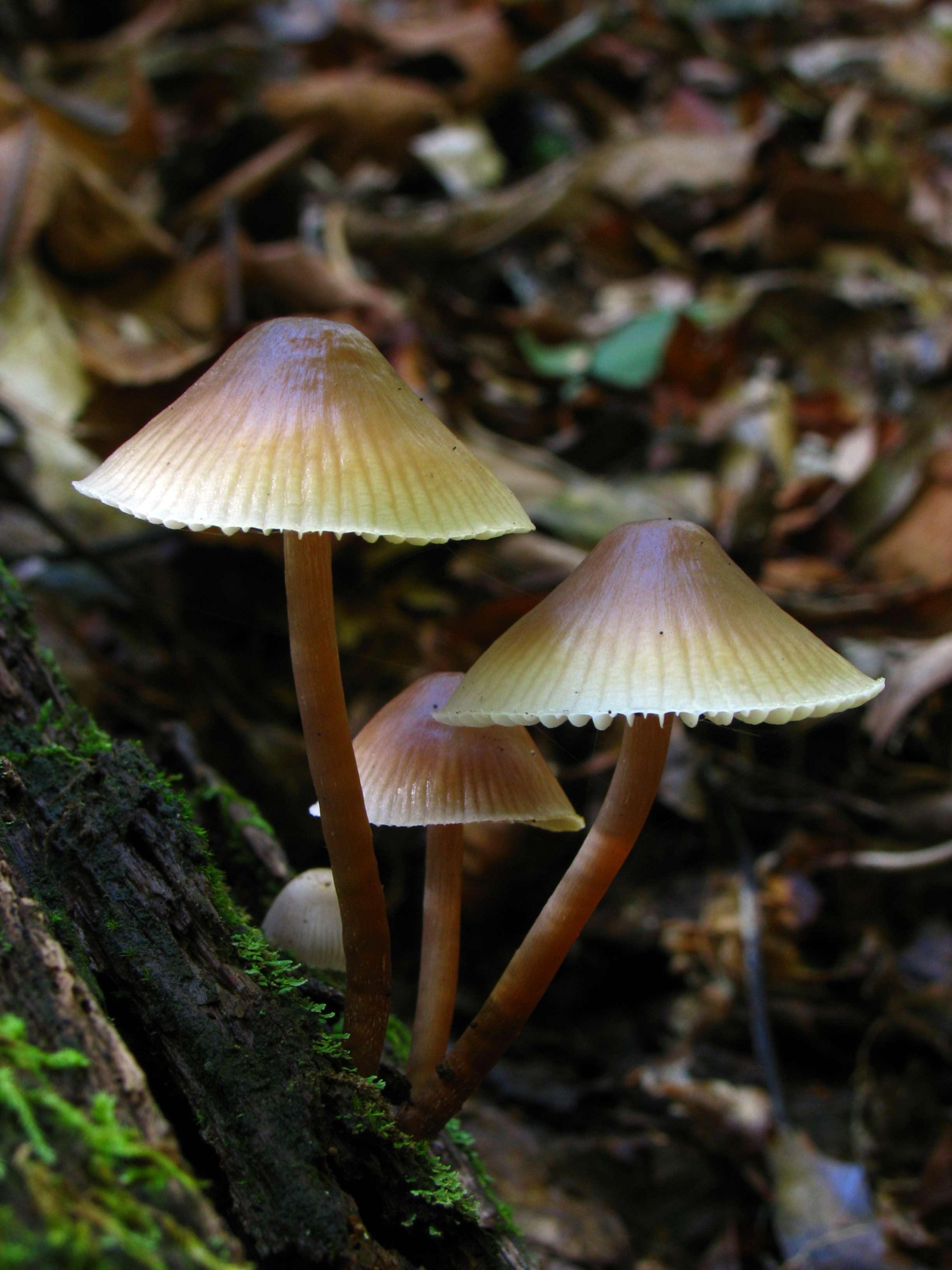
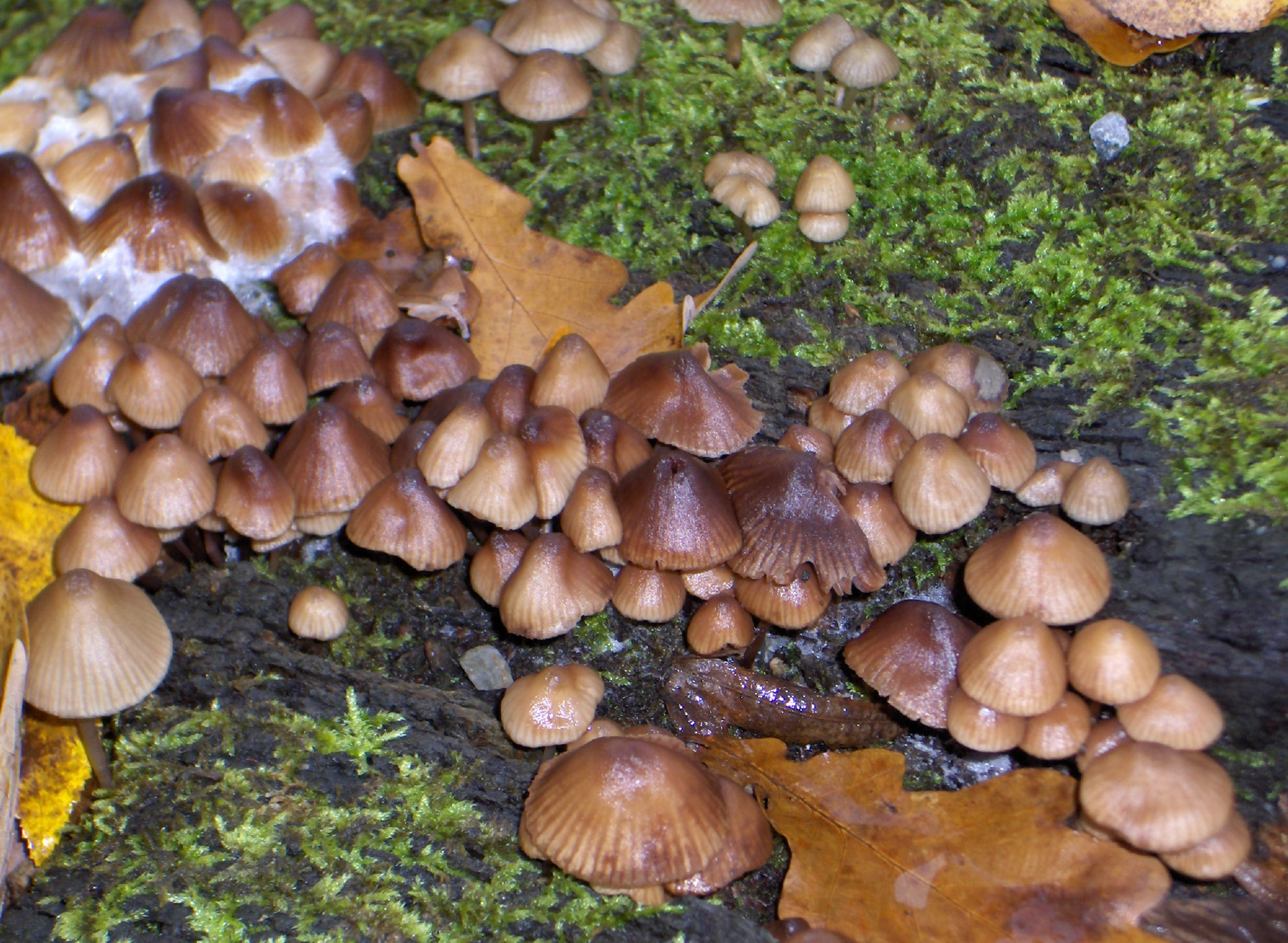
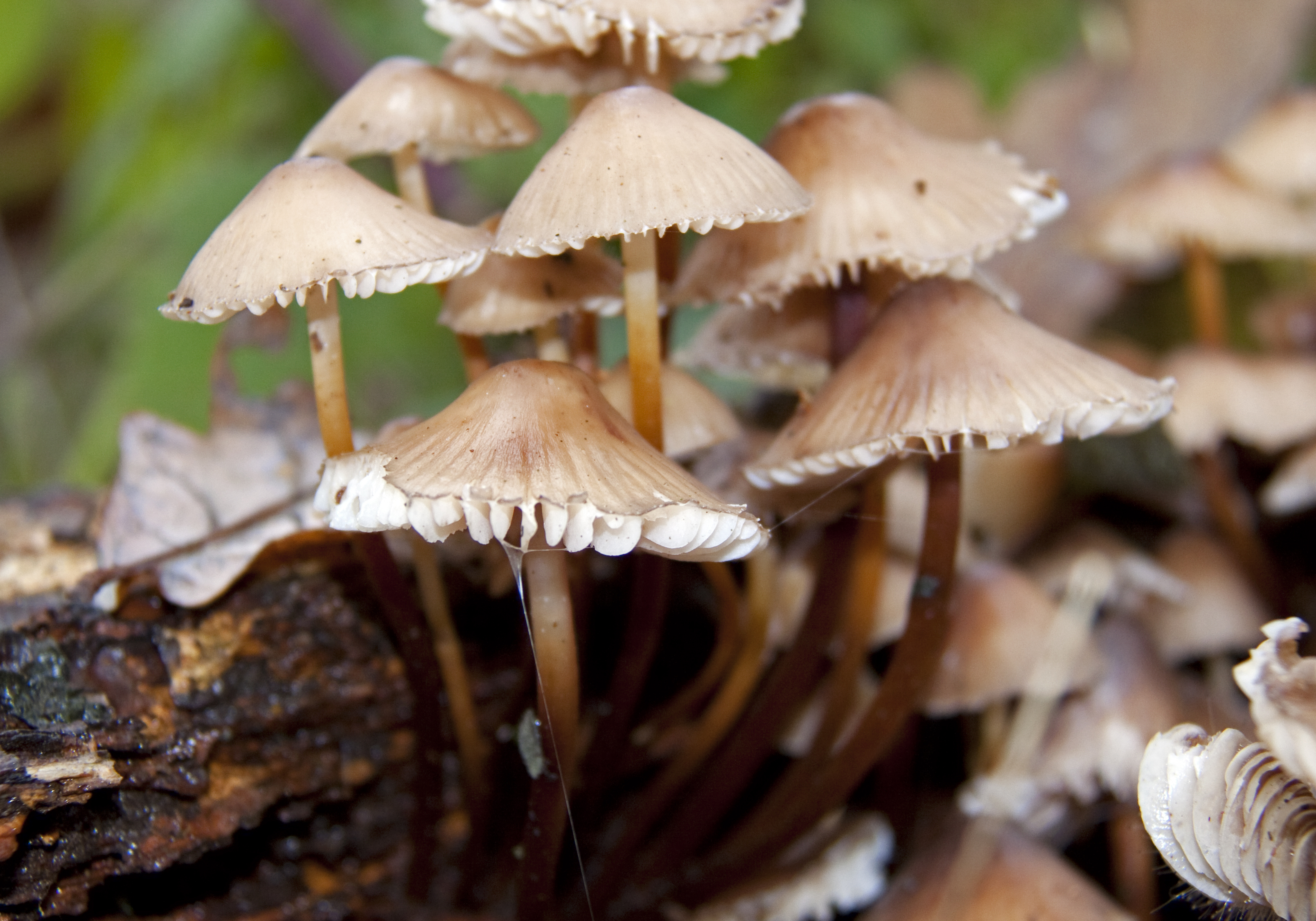